# Krystyna Janda

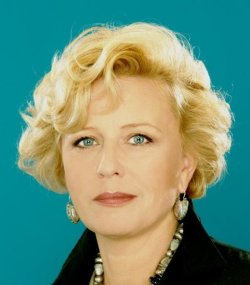
Janda 2008

Krystyna Jolanta Janda, född 18 december 1952 i Starachowice i Święty Krzyż, är en polsk skådespelerska. Sedan mitten av 1970-talet har hon varit etablerad som en av Polens mest ansedda skådespelerskor, både på film och scen.

## Liv och gärning
Krystyna Janda examinerades från Scenskolan i Warszawa 1975. Hon slog igenom stort 1976 med sin roll i Marmormannen av Andrzej Wajda. Filmen följdes upp 1981 med Järnmannen där Janda repriserade sin roll, och samarbetet med Wajda har fortsatt genom flera filmer. Ett annat betydande regissörssamarbete är det med Piotr Szulkin, som Janda gjorde flera science fiction-filmer med på 1980-talet. En av hennes mest ikoniska roller är i den politiska filmen Förhöret av Ryszard Bugajski, som färdigställdes 1982 men förbjöds, och spreds i regimkritiska kretsar fram till 1989 då den kunde släppas. Filmen handlar om en kvinna som blir brutalt förhörd och misshandlad av säkerhetstjänsten i 1950-talets Polen. Den gav Janda priset för Bästa kvinnliga skådespelare vid filmfestivalen i Cannes 1990. Under hela karriären har Janda även varit en av Polens mest framträdande teaterskådespelerskor. Hon har bland annat spelat Fröken Julie i en uppsättning av Wajda.

## Filmer i urval
- Marmormannen (Człowiek z marmuru) (1976)
- Utan bedövning (Bez znieczulenia) (1978)
- Dirigenten (Dyrygent) (1980)
- Golem (1980)
- Järnmannen (Człowiek z żelaza) (1981)
- Mephisto (1981)
- Wojna światów - Następne stulecie (1981)
- Förhöret (Przesłuchanie) (1982/1989)
- En kvinnas blekblå handstil (Eine blassblaue Frauenschrift) (1985)
- O-bi, o-ba – slutet på civilisationen (O-bi, O-ba. Koniec cywilizacji) (1985)
- Laputa (1986)
- Dekalogen, "2: Du skall icke missbruka Herrens namn" (1988)
- Dekalogen, "5: Du skall icke dräpa" (1988)
- En liten film om konsten att döda (Krótki film o zabijaniu) (1988)
- Vid sidan om livet (Zwolnieni z życia) (1992)
- Oskriven lag (Niepisane prawa) (1996)
- Tatarak (2009)
- Sponsoring (2011)
- Elle (2012)